# Maslama ibn Abd al-Malik
Maslama ibn ‘Abd al-Malik (in arabo مَسلَمة بن عبد الملك‎?, Maslama b. ‘Abd al-Malik; Damasco, 685 – 738) è stato un generale arabo musulmano appartenente alla dinastia omayyade per essere stato figlio del Califfo ‘Abd al-Malik b. Marwān e di una sua schiava di colore.
A causa dello status di umm al-walad della madre venne escluso dalla successione, malgrado le sue eccellenti doti di militare e di amministratore, avendo provveduto, all'epoca del governatorato di al-Ḥajjāj b. Yūsuf a realizzare opere idrauliche e al restauro del complesso sistema di canali che resero la parte meridionale dell'Iraq, le cosiddette Baṭāʾiḥ, una zona molto fertile e assai produttiva da un punto di vista agricolo.
Fu considerato un uomo molto pio e il suo "mestiere delle armi" deve essere visto anche nella luce della sua volontà di adempiere all'obbligo "minore" del jihād contro l'Impero Bizantino, che restava il più potente Stato cristiano del bacino mediterraneo. Fu lui a conquistare nel 707-708 Tyana (Ṭuwāna) e Amorio (ʿAmūriya).
Nel 710 divenne Wali della Giazīra, dell'Azerbaigian e dell'Armenia
È passato alla storia per aver guidato la più imponente spedizione arabo-musulmana contro le mura di Costantinopoli nel biennio 717-718 (99/100 dell'Egira), voluta da suo fratello, il califfo Sulaymān ibn ‘Abd al-Malik.
Nel 719 gli fu ordinato dal cugino, il califfo ʿUmar II, di combattere in Iraq i kharigiti e poi, da suo fratello, il califfo Hishām, fu nominato nel 725 governatore dell'Azerbaigian e dell'Armenia.
Nel 720 Maslama fu nominato Wali dell'attuale Iraq da parte del fratello, il califfo Yazid II, e affrontò così con successo l'insurrezione di Yazīd b. al-Muhallab.